# Wapen van Thorn (Limburg)
Het wapen van Thorn bestaat uit het wapen van de voormalige gemeente Thorn met de weergave van een draak-vertrappende aartsengel Michael die het wapen van het Heilige Roomse Rijk draagt. De beschrijving luidt:
""Op een met gouden sterren bezaaid ovaal veld van lazuur de goudgevleugelde aartsengel Michael, in een maliënkolder van zilver, een roodgeklauwden draak van sinopel vertrappend en doodend, en houdende in de regterhand een pijl van goud en in de linkerhand aan een lint van keel een klein gouden schild, beladen met een rijksadelaar van sabel."
Opmerkelijk is dat registertekening van de Hoge Raad van Adel op enkele punten afwijkt ten opzichte van de beschrijving. Op de tekening van de Hoge Raad van Adel is de adelaar op het gouden schildje  omziend en heeft rode klauwen. Tevens staat een randschrift met het opschrift: "Gemeentebestuur van Thorn, hertogdom Limburg".

## Geschiedenis
Abdijvorstendom Thorn was een onafhankelijk stift, bekrachtigt door keizer Otto III. Het gebied bestond naast de stad Thorn uit de plaatsen Baexem, Ell, Grathem, Haler, Ittervoort en Stramproy. De parochiekerk had de aartsengel Michael als beschermheilige, voor het klooster was dat Maria. Op de zegels van de schepenbank stond aartsengel Michael. Het oudst bekende zegel is afkomstig uit begin 15e eeuw. Deze zegels waren in gebruik tot 1793. Als teken dat Thorn een vrije rijksheerlijkheid was stond de Rijksadelaar op het zegel. De stad Thorn zelf voerde een ander wapen; een poort met drie zilveren torens op een rood veld. Dit wapen is mogelijk een aangenomen wapen van het (destijds) gelijknamige Thorn in Pruisen, tegenwoordig in Polen gelegen. Het wapen is terug te zien op het wapen van Stramproy. Bij de wapenaanvraag was het de wens van de gemeente om de afbeelding zoals op het zegel van de schepenbank aan te vragen. Opmerkelijk is dat in de wapenomschrijving sprake is van de schildvorm welke een ovaal zou moeten zijn, voor zover bekend is dit uniek in Nederland. In 2007 ging de gemeente Thorn met Heel en Maasbracht op in de fusiegemeente Maasgouw. In het wapen van Maasgouw werden geen elementen van Thorn overgenomen, behalve ter herinnering een zwaard en abdissenstaf als de symbolen voor de wereldlijke en geestelijke macht van het voormalige vorstendom Thorn.